# NGC 5735
NGC 5735 (również PGC 52535 lub UGC 9481) – galaktyka spiralna z poprzeczką (SBbc), znajdująca się w gwiazdozbiorze Wolarza. Odkrył ją William Herschel 17 maja 1784 roku. Jest to galaktyka z aktywnym jądrem typu LINER.
W galaktyce tej zaobserwowano supernową SN 2006qp.